# Uraga bugyō
Les Uraga bugyō (浦賀奉行) sont des fonctionnaires du shogunat Tokugawa responsables de l'administration du port d'Uraga, port d'inspection des navires japonais côtiers, en particulier ceux en provenance d'Edo. 
Créé en 1721, le poste est occupé par un ou deux fudai daimyo, toujours deux nommés simultanément après 1844. Les interprétations classiques traduisent ces titres japonais comme « commissaire », « surveillant » ou « gouverneur ».
Uraga est à la fois une ville et un port à l'entrée de la baie de Tokyo, situé sur la côte orientale de la péninsule de Miura, à l'extrémité nord du chenal d'Uraga.

## Emplacement stratégique
En raison de sa situation stratégique à l'entrée de la baie d'Edo, Uraga a souvent été le premier point de contact entre les navires étrangers et le Japon. En 1853, le commodore Perry abaisse l'ancre de ses navires devant Uraga. Au retour de l'escadre du commodore en 1854, les navires dépassent Uraga afin de s'ancrer plus près de Edo à Kanagawa, où se trouve à présent la ville de Yokohama.

## Liste d'Uraga bugyō
- Toki Yorimune (1844-1845)[4]
- Mizuno Tadanori (1852-1853)[5]
- Izawa Masayoshi (1854)[6]
- Toki Tomoaki (1854-1857)[4]